# Arne Somersalo
Arne Sakari Somersalo (Tampere, 18 de março de 1891 – Kiestinki, 17 de agosto de 1941) foi um ativista de extrema-direita, jornalista e oficial finlandês.
Somersalo realizou seus estudos nas universidades de Helsinque e Jena. Durante a Primeira Guerra Mundial, alistou-se no exército alemão, onde prestou serviços até o armistício. Após esse período, transferiu-se para o exército finlandês, onde atuou como comandante da Força Aérea.
Na década de 1920, Somersalo envolveu-se ativamente na política, promovendo ideais anticomunistas e fascistas. Foi membro dos movimentos Lapua e Patriótico Popular, além de ter exercido a função de editor-chefe do jornal Ajan Suunta entre 1932 e 1935.
Durante a Guerra de Inverno, participou de operações na linha de frente em Suomussalmi, sendo condecorado com a Ordem da Cruz da Liberdade em reconhecimento a suas ações. Na Guerra da Continuação, serviu como oficial de ligação para uma divisão alemã na Lapônia.. Em 17 de agosto de 1941, Somersalo perdeu a vida em combate nas proximidades de Kiestinki (Kestenga), na União Soviética.